# Spinozahuis

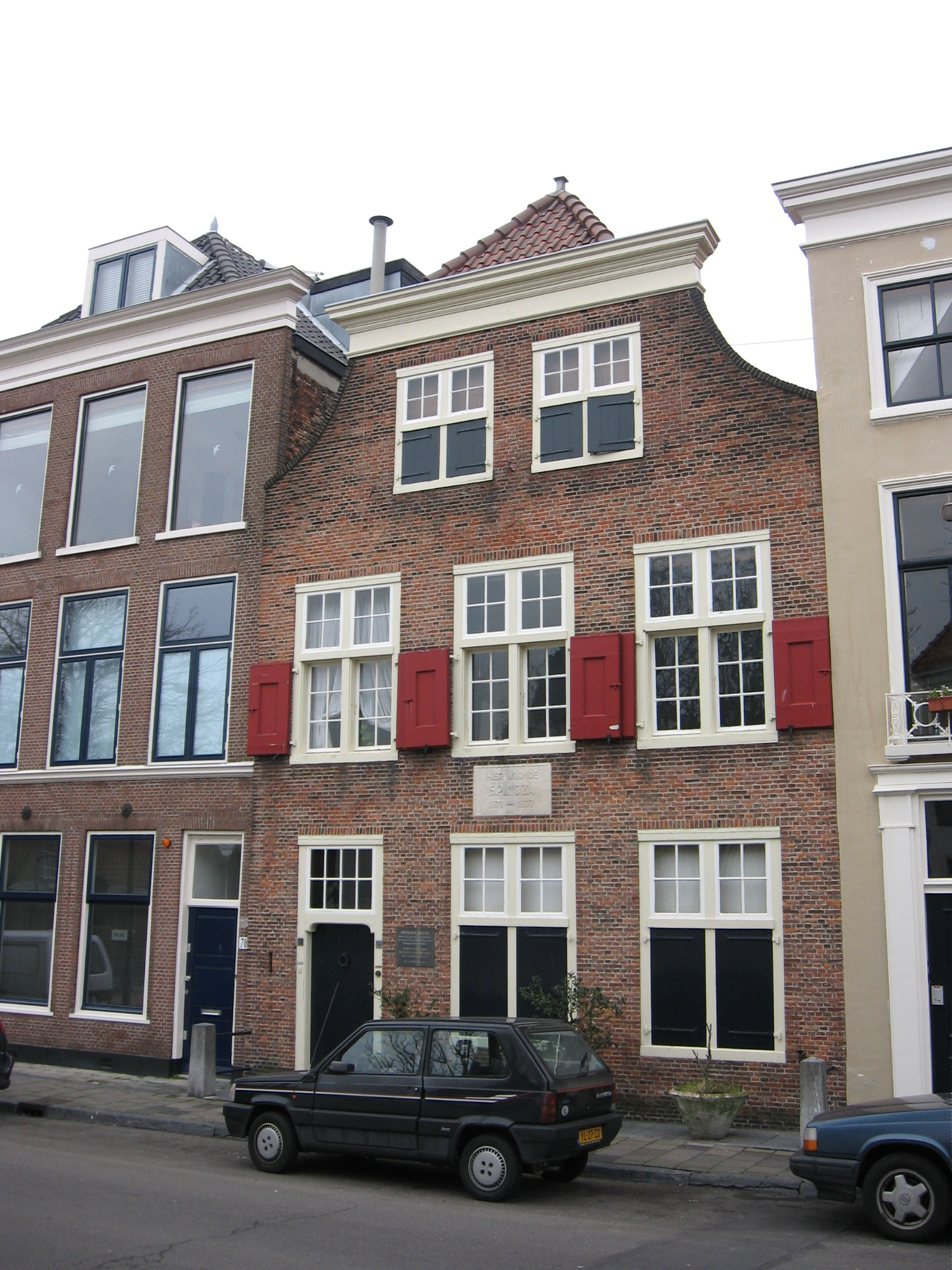
Spinozahuis

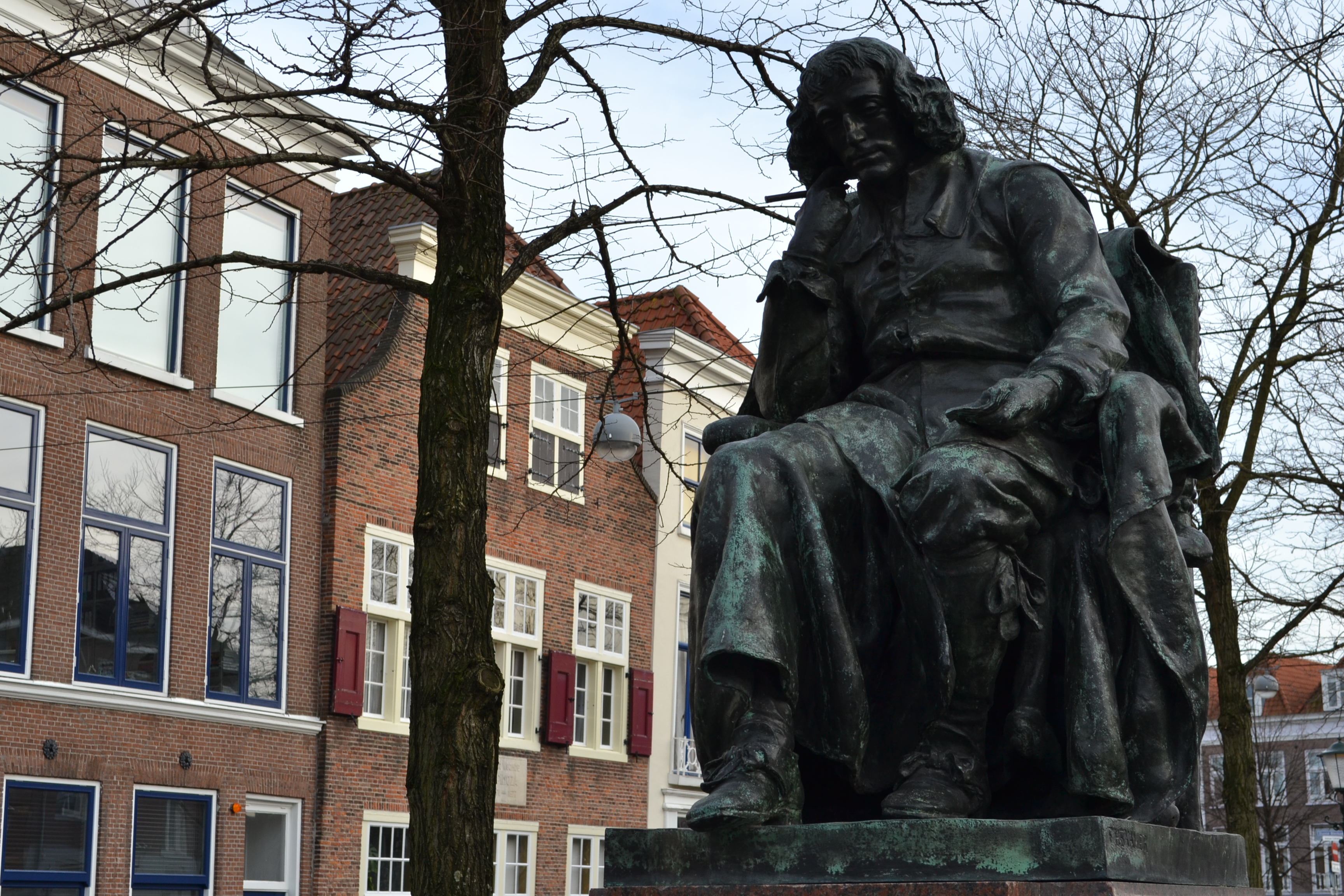
Die Statue vor dem Haus

Das Spinozahuis ist ein Gebäude im Zentrum von Den Haag  an der Paviljoensgracht 72–74. Es wurde 1646 von dem Maler Jan van Goyen als Mietshaus erbaut und ging nach dessen Tod 1657 an Havik Steen, den Vater von Jan Steen. 1669 kaufte der Kunstmaler Hendrik van der Spijck das Haus. Er vermietete eine Wohnung an den Philosophen Baruch Spinoza (1632–1677), der von 1671 bis zu seinem Tod dort wohnte und dort seine bedeutende Ethik vollendete.
Das Haus blieb bis 1753 im Besitz der Familie van Spijk und hatte anschließend viele Besitzer. 1926 wurde es von dem Spinozaforscher Carl Gebhardt gekauft, um darin die Sociëtas Spinozana anzusiedeln. Heute hat die Vereniging het Spinozahuis in dem Haus eine Bibliothek und einen Leseraum.
Eine Gedenktafel an der Fassade erinnert an den Philosophen, ebenso gibt es in der Nähe des Hauses auf dem Grünstreifen der Paviljoensgracht eine Statue von ihm.
Das Gebäude steht als Rijksmonument unter Denkmalschutz. Dokumente über das Haus aus dem Zeitraum von 1945 bis 1952 befinden sich in den Archiven der Abteilung für Archäologie und Naturschutz im Nationalarchiv des Ministerie van Onderwijs, Cultuur en Wetenschap (ocw).